# Бедзик, Юрий Дмитриевич
Ю́рий Дми́триевич Бе́дзик (укр. Юрій Дмитрович Бедзик) (25 ноября 1925 — 17 августа 2008) — советский и украинский писатель и публицист, автор произведений о Великой Отечественной войне и фантастических произведений. Заслуженный работник культуры Украины (2001).

## Биография
Родился 25 ноября 1925 года в Харькове. Отец — писатель Дмитрий Иванович Бедзик. Сын — журналист Олесь Бедзик.
Участник Великой Отечественной войны. В 1941 году с семьёй эвакуировался в Казахстан, где в декабре 1942 года поступил в военное училище. Затем в звании сержанта был отправлен на фронт, в составе 3-й гвардейской танковой армии командовал миномётным расчетом, участвовал в форсировании Днепра, освобождал Прагу, дошёл до Берлина. За боевые заслуги награждён орденами и медалями.
В 1949 году окончил дипломатический факультет Киевского университета, а затем аспирантуру на кафедре международно-публичного права.
Член КПСС с 1952 года. Некоторое время работал за границей, затем перешёл на преподавательскую работу в Киевском университете. Член Союза писателей СССР, секретарь Киевского союза писателей Украины. Выступал в прессе со статьями на международные темы. Работал также в редакциях (газета «Літературна Україна» и др.) и издательствах («Радянський письменник» и др.), возглавлял художественный отдел киностудии им. А. Довженко. С 1978 по 1998 год был председателем украинского отделения Советского фонда мира. В последние годы являлся заместителем председателя конгресса литераторов Украины.
Награждён премией Министерства обороны СССР (1968, за роман «Честь мне дороже»), премией Национального союза писателей Украины им. Андрея Головка (2000, за роман «Семь тайн большой войны» (укр. «Сім таємниць великої війни»)), Национальной премией Украины им. Тараса Шевченко. Заслуженный работник культуры Украины (2001).
Жил в Киеве. Умер 17 августа 2008 года. Похоронен на Байковом кладбище.

## Творчество
В литературу вошёл во время Великой Отечественной войны, напечатав стихотворение в армейской газете. Публиковаться начал с 1954 года, первая книга, сборник рассказов «Рядом с тобой» (укр. Поруч з тобою), вышла в 1956 году. Автор более тридцати книг, написанных в разных жанрах, пьес и киносценариев. Писал на историческую, военно-патриотическую, фантастическую, приключенческую темы. Многие произведения посвящены Великой Отечественной войне.
Среди произведений — романы «Полки идут на переправу», «Лазурь», «Долгое возвращение», «Семь тайн большой войны», «Любовь, президент и парадигма космоса», «Меч Торквемады», повести «Человек без сердца», «Убить сенатора» и другие.
Работал в жанре научной фантастики. Первая фантастическая публикация — повесть «Над планетой — „Левиафан“» (укр. «Над планетою — „Левіафан“», 1965). Герой этой повести, немецкий инженер Рихтер создаёт воздухоплавательный корабль-гигант, который фашисты хотят использовать в военных целях. В повести «Человек без сердца» (укр. «Людина без серця», 1957), написанной в соавторстве с Олесем Бердником, главный герой превращается в диктатора после того, как ему вживляют искусственное сердце вместо живого. В «социально-фантастическом» романе «Меч Торквемады» (укр. «Меч Торквемади», 2003) американский врач — по совместительству полковник ЦРУ — громит в джунглях Ориноко базы неонацистов, изобретших «квантовую бомбу». На Ориноко, в одной из южноамериканских стран, также происходит действие приключенческо-фантастической повести «Великий день инков» (укр. «Великий день інків», 1970), где советская научная экспедиция, отправившаяся на поиски исчезнувшего голландского учёного Ван Саунгейнлера, участвует в борьбе местного народа против жестокого диктатора.
Произведения переведены на английский, венгерский, испанский, латышский, молдавский, польский, русский, словацкий, французский языки.

## Награды
- Почётный знак отличия Президента Украины (1995)[1].
- Заслуженный работник культуры Украины (2001)[2].

## Книги
- Великий день iнків. Фантастична повість. Для середнього шкільного віку. — Київ: Веселка, 1970.
  - Великий день інков: пригодницька повість: для серед. та ст. шк. віку — 2-е изд., доп. — Київ: Веселка, 1989. — 284 с.
- Кожна хвилина життя: роман — Київ: Молодь, 1984. — 206 с.
- Врятуйте доктора Рейча: драма на 2 д. — Київ: Мистецтво, 1986. — 60 с.
- Вас чекають, Тридцятий: повісті — Київ: Радянський письменник, 1986. — 364 с.
- Дуель: роман; Капітан і Марта: повість — Київ: Радянський письменник, 1989. — 425 с. ISBN 5-333-00187-1
- Гіпсова лялька: роман. — Київ: Дніпро, 1989. — 252 с. ISBN 5-308-00837-X
- Чорний лабіринт, або Довгий шлях в Альпи: роман — Київ: Воєнвидав (Київська філ.), 1991. — 319 с. ISBN 5-203-01303-9
- Сім таємниць великої війни: роман в повістях чи авторська версія неспростованих фактів — К. : Київська штаб-квартира детективу, пригод і фантастики, 1998. - 384 с. ISBN 966-95318-0-2
- Любов, Президент і парадигма космосу: філос.-фантаст. роман — К.: АСТАРТА, 2002. — 396 с. ISBN 966-523-175-8
- Меч Торквемади: соціально-фантастичний роман — К.: [б.в.], 2003. — 312 с. ISBN 966-7082-22-9

### На русском языке
- Полки идут на переправу: Роман / Авториз. пер. с укр. Н. Бакаева. — М.: Воениздат, 1965. — 240 с.
- Честь мне дороже: Роман / Авториз. пер. с укр. Н. Бакаева. — М.: Воениздат, 1967. — 347 с.
- Сильные мести не жаждут: Роман / Авториз. пер. с укр. Н. Бакаева. — М.: Воениздат, 1971. — 325 с.
- Лазурь: Роман / Пер. с укр. Л. Кедриной. — М.: Профиздат, 1976. — 288 с.
- Окрылённость: Роман / Пер. с укр. Л. Кедриной. — М.: Сов. писатель, 1977. — 254 с.
- Долгое возвращение: Роман. В 2-х кн. / Пер. с укр. Л. Кедриной и С. Кедриной. — М.: Профиздат, 1982. — 493 с.
- Этаж-42: Роман / Пер. с укр. Л. Кедриной. — М.: Сов. писатель, 1982. — 295 с.
- Спасите доктора Рейча: Драма. В 2-х д. — Киев: Б. и., 1983. — 74 с.
- Каждая минута жизни: Роман / Авториз. пер. с укр. В. Вучетича. — М.: Профиздат, 1986. — 415, [1] с.
- Искупление: Повести / Авториз. пер. с укр. — М.: Сов. писатель, 1987. — 363 с. [Содерж.: Искупление; Вас ждут; "Тридцатый"; Легенда о Вотане; Прощаясь навсегда; Спеши в юность.]
- Сильные мести не жаждут: Роман, повести: Авториз. пер. с укр. — М.: Воениздат, 1990. — 427 с. ISBN 5-203-00965-1. [Содерж.: Сильные мести не жаждут: Роман; Вас ждут, Тридцатый; Штурман: Повести; «Теперь ты наш, сталинградец!»: Рассказ]
- О чём не докладывали фюреру: роман — Киев:  Варта, 1995. — 304 с. ISBN 5-7707-7932-2